# Cahuageo
Cahuageo är en ort i Mexiko.   Den ligger i kommunen Valle de Santiago och delstaten Guanajuato, i den centrala delen av landet, 230 km väster om huvudstaden Mexico City. Cahuageo ligger 1 737 meter över havet och antalet invånare är 520.
Terrängen runt Cahuageo är kuperad åt nordväst, men åt sydost är den platt. Runt Cahuageo är det ganska tätbefolkat, med 166 invånare per kvadratkilometer. Närmaste större samhälle är Yuriria, 7,1 km söder om Cahuageo. Trakten runt Cahuageo består till största delen av jordbruksmark.